# رادیو ماریا

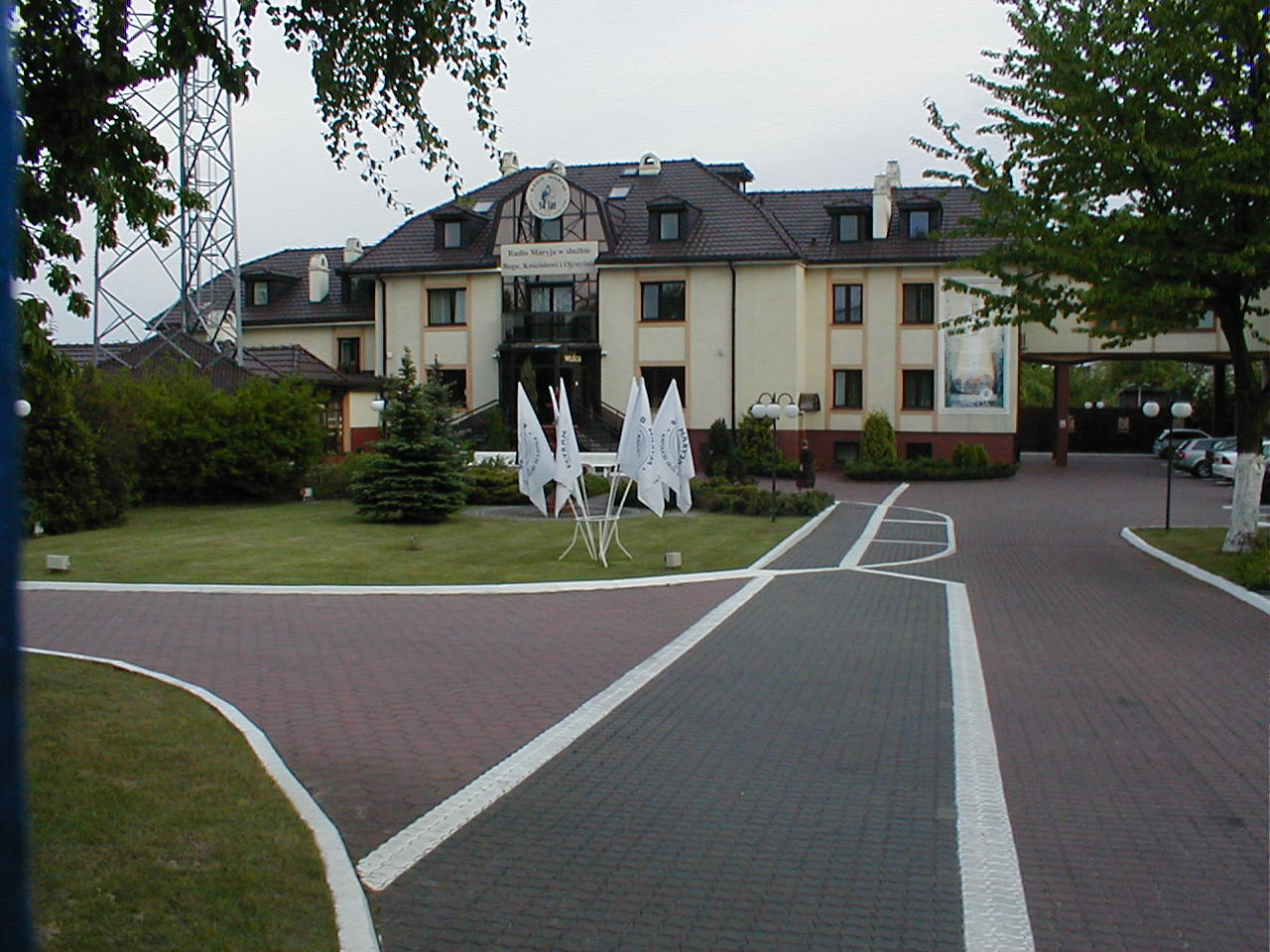
نمایی از دفتر مرکزی ایستگاه رادیو ماریا در تورون، لهستان - ۲۰۰۶

رادیو ماریا (زبان لهستانی Radio Maryja) یک ایستگاه رادیویی محلی کاتولیک در لهستان است. این شبکه رادیویی به پخش برنامه‌های ملی‌گرایانه، ضد یهودی و ضد اتحادیه اروپایی مشهور است.
رادیو ماریجا در برنامه‌های خود ادعا می‌کند که حدود ۳ میلیون شنونده او، ۹۰ درصد از جمعیت کاتولیک لهستان را تشکیل می‌دهند و لخ کازینسکی رئیس جمهور لهستان نیز یکی از مدافعان آن بود.

## برخی جنجال‌ها
راهب تادئوز ریدزیک (Tadeusz Rydzyk) در ماه ژوئیه تصمیم کازینسکی را مبنی بر برآورده ساختن درخواستهای یهودیان لهستان در مورد از دست دادن دارایی خود در طول هولوکاست به شدت انتقاد کرد. ریدزیک، رئیس شبکه رادیویی ماریجا، در یکی ار برنامه‌های خود، یهودیان را مورد انتقاد قرار داده و گفته بود، لخ کازینسکی رئیس جمهور لهستان، متقلبی است که جیب‌های لابی یهودی را برای جبران خسارات نازیها و کمونیستها پر می‌کند.
در واکنش به این موضع گیری‌ها فعالان مؤسسه قرن ۲۱ خواستار اعتراضی بین‌المللی برای عزل پاپ ریدزیک، کشیش لهستانی و رئیس ایستگاه رادیویی ماریجا شدند.
با این حال حزب حاکم محافظه‌کار لهستان از شنوندگان ایستگاه رادیوی کاتولیک ماریجا، درخواست کردند که در انتخابات پیش‌روی پارلمان لهستان از آنان پشتیبانی کنند.
پرزمیسلاو گوسیوسکی (Przemyslaw Gosiewski) معاون نخست‌وزیر و رهبر این حزب در یک مصاحبه با رادیو ماریجا خطاب به مردم گفت: شما باید به قانون و عدالت رأی بدهید. زیرا این تنها راهی است که می‌تواند پیشرفت و توسعه لهستان را تضمین کند.
وی همچنین از رئیس‌جهور لچ کازینسکی ski(Lech Kaczyn) و برادر دوقلوی او نخست‌وزیر جاروسلاو کازینسکی خواست که سنگر محکمی در برابر اپوزیسیون غیرقانونی احزاب لیبرال و جناح چپ لهستان که درصدد ائتلاف هستند، ایجاد کنند.